# 六堆天后宮
22°36′55″N 120°33′59″E / 22.6152433°N 120.5663700°E
六堆天后宮（臺灣客家語四縣腔：Liuk-tôi Thiên-heu-kiûng ），是位於臺灣屏東縣內埔鄉內田村的媽祖廟，緊鄰昌黎祠，於1985年11月27日公告為三級古蹟，後改為縣定古蹟。1895年乙未抗日時，六堆人即是在此選出正副大總理來指揮作戰:24。該廟因位於內埔之故，也有稱為內埔天后宮。
天后宮主祀天上聖母媽祖，另陪祀千里眼、順風耳，於左次間奉祀註生娘娘，右次間奉祀福德正神，翼房觀音廳則供奉觀音菩薩。

## 沿革
內埔六堆天后宮據《鳳山縣采訪冊》所載，是清嘉慶八年（1803年）由鍾麟江所倡建:11。在蔡牽於嘉慶五年（1800年）首次侵攻鹿耳門，引發蔡牽之亂期間，鍾麟江率眾於嘉慶七年（1802年）渡海至廈門後轉往湄州島分香，返回內埔莊後遂倡建天后宮，共募得4411兩銀:31、32。而在天后宮於嘉慶十年（1805年）落成的同時，六堆人也在同年受臺灣道慶保之命支援官兵對抗蔡牽勢力，六堆人遂推武舉人賴熊飛擔任大總理，鍾麟江為副總理，於天后宮集結六堆兵力，可見天后宮在六堆已有相當的重要性:23。
道光廿八年（1848），天后宮已有傾圮之象，六堆各莊遂推舉鍾桂齡主持重建工程:17。在募得洋銀3310多元後，工程於隔年（1849年）十月擇吉開工，咸豐元年（1851年）十二月落成，共計耗資3250多元，而此次的重修大致維持原有格局，並未有太大改變:17。
在甲午戰爭清朝戰敗割臺後，由於當時臺人拒絕日本的接收，遂與來臺的日軍交戰。當時六堆抗日勢力集結於天后宮，推選舉人李向榮擔任大總理，左堆總理蕭光明任副總理，總參謀為中堆總理鍾發春:24。然而在火燒莊之役戰敗後，六堆的抗日行動也宣告失敗。
進入日治時期後，天后宮在大正二年（1913年）春進行重修，募得日幣1萬4千圓，同年11月落成:25。此次由鄉紳劉金安、李石華等人所發起的重修除了修復廟宇外，最主要的建設即是觀音廳的興建，使得天后宮跟昌黎祠連成一體:25。而在日治後期的皇民化運動期間，天后宮神像被潮州郡役所沒收，直到二次大戰後由內埔鄉長鍾梅貴、高雄縣參議員鍾桂蘭、前內埔第一保保正李福謙、老埤國民學校（今內埔崇文國小）校長鍾立珍、內埔信用組合職員陳玉蓮等五人上書請官方送歸神像:26。而後募得舊臺幣44萬7700元後，於民國卅六年（1947年）進行天后宮的修復:26。
此後天后宮又在民國六十四年（1975年）請李瓊琢重作廟宇彩繪。民國七十四年（1985年）公告為古蹟之後，七十六年（1987年）成立管理委員會:46。天后宮於民國八十四年（1995年）年底進行重修，兩年後（1997年）的10月29日落成:29。

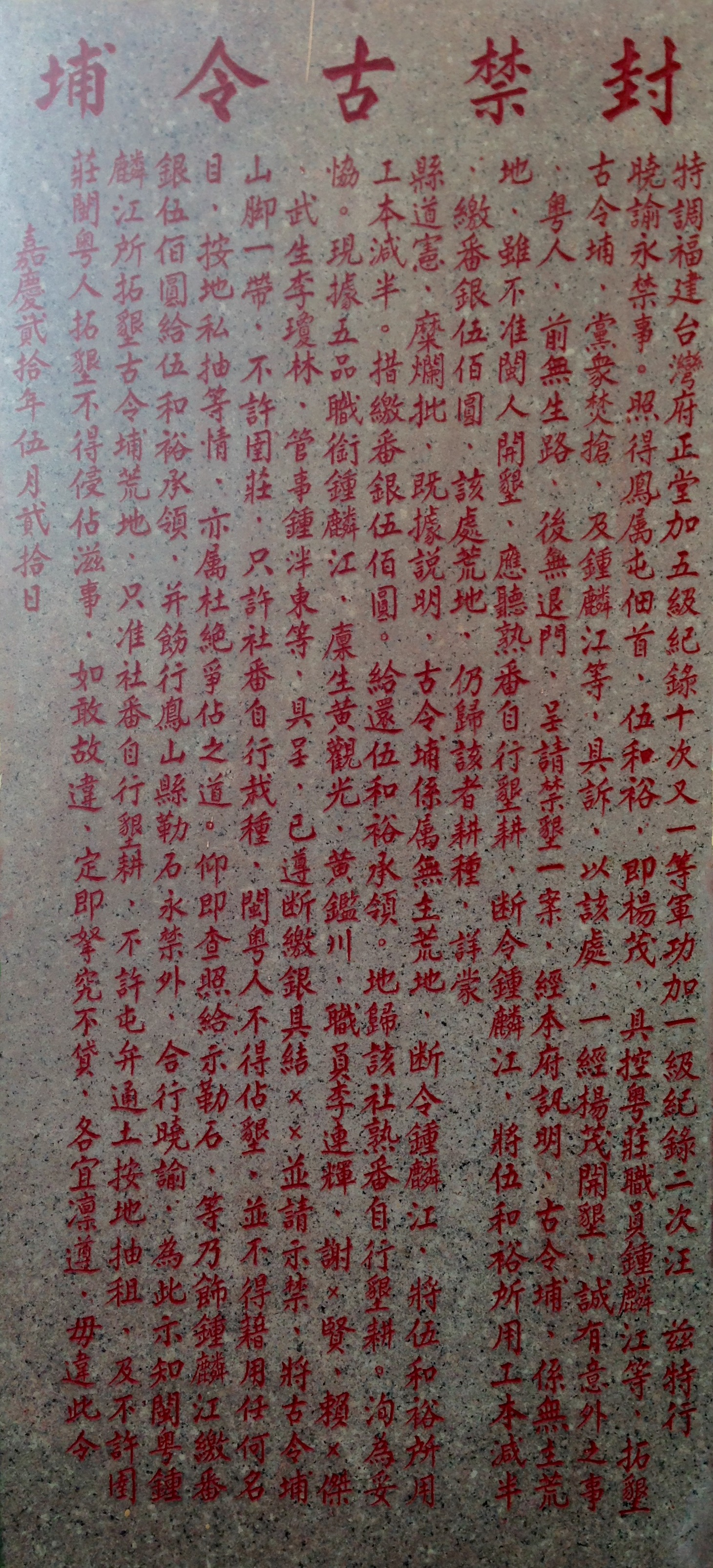
封禁古令埔碑

## 建築特色
六堆天后宮位在龍頸溪南岸，坐北朝南，主體為三開間傳統廟宇，屋頂為三川脊，平面格局為前、後殿間夾拜亭。

## 歷年興修大事表
| 年代         | 主事者                                 | 整修內容                       | 金額                                                           | 備註                     |
| ------------ | -------------------------------------- | ------------------------------ | -------------------------------------------------------------- | ------------------------ |
| 嘉慶八年     | 鍾麟江等                               | 倡建。                         | 四千四佰十元                                                   | 1803年動工，1805年完工。 |
| 道光二十九年 | 鍾桂齡等                               | 規模悉仍舊制，柱子改木為石。   | 三千二佰五十餘元                                               | 1851年12月竣工。         |
| 民國二年     | 劉金安、李石華                         | 建觀音廳。                     | 日幣一萬四千元                                                 | 1913年11月落成。         |
| 民國三十六年 | 鍾梅貴、鍾桂蘭等                       | 從潮州郡所領回，重修內容不詳。 | 舊臺幣三佰四十四萬七千元                                       |                          |
| 民國六十四年 |                                        | 彩繪重作。                     |                                                                | 李瓊琢先生繪製。         |
| 民國七十六年 | 鍾智謙等                               | 成立管理委員會。               |                                                                |                          |
| 民國七十九年 |                                        | 山川殿陽坡彩繪重作。           |                                                                | 李瓊琢先生繪製。         |
| 民國八十四年 | 管理委員會鍾智謙等向上級政府爭取經費。 | 天后宮全面整修。               | 承包二千二百六十六萬元得標。結算工程費二千七百五十萬五千餘元。 | 1997年12月完工。         |

## 外部連結
- 大陸湄州媽祖祖廟Archive.today的存檔，存档日期2012-11-27